# 1,039/Smoothed Out Slappy Hours
1,039/Smoothed Out Slappy Hours är ett samlingsalbum med poppunkbandet Green Day, utgivet 1 juli 1991 av Lookout! Records.
Samlingsalbumet består av bandets två första EP-skivor (Slappy E.P. och 1,000 Hours) och debutalbumet 39/Smooth och den sista låten "I Want to Be Alone", som är hämtad från ett lokalt samlingsalbum med titeln The Big One: San Francisco/Los Angeles, utgivet av Flipside Records. Titeln på skivan är en sammansättning av 39/Smooth, Slappy E.P. och 1,000 Hours. Albumets omslagsbild och typografi är likadan som för 39/Smooth.

## Låtlista
All sångtext är skriven av Billie Joe Armstrong, om inget annat anges, alla låtar är komponerade av Green Day.
| 1.  | At the Library                  | 2:26 |
| 2.  | Don't Leave Me                  | 2:37 |
| 3.  | I Was There (text av Kiffmeyer) | 3:36 |
| 4.  | Disappearing Boy                | 2:52 |
| 5.  | Green Day                       | 3:29 |
| 6.  | Going to Pasalacqua             | 3:30 |
| 7.  | 16                              | 3:24 |
| 8.  | Road to Acceptance              | 3:35 |
| 9.  | Rest                            | 3:05 |
| 10. | The Judge's Daughter            | 2:34 |

| 11. | Paper Lanterns                                                              | 2:23 |
| 12. | Why do you Want Him?                                                        | 2:31 |
| 13. | 409 in Your Coffeemaker                                                     | 2:52 |
| 14. | Knowledge (text av Jesse Michaels; ursprungligen framförd av Operation Ivy) | 2:19 |

| 15. | 1,000 Hours                                  | 2:25 |
| 16. | Dry Ice                                      | 3:45 |
| 17. | Only of You                                  | 2:47 |
| 18. | The One I Want (text av Armstrong och Dirnt) | 3:01 |

| Nr           | Titel                                                                       | Längd |
| ------------ | --------------------------------------------------------------------------- | ----- |
| 19.          | I Want to Be Alone (från samlingsalbumet The Big One från Flipside Records) | 3:09  |
| Total längd: | Total längd:                                                                | 56:15 |